# Menesia vittata
Menesia vittata es una especie de escarabajo longicornio del género Menesia, categorizada en la tribu Saperdini, de la subfamilia Lamiinae. Fue descrita por Aurivillius en 1920.

## Descripción
Mide 8 mm de longitud.

## Distribución
Se distribuye por Indonesia y Malasia.